# Galia Moss

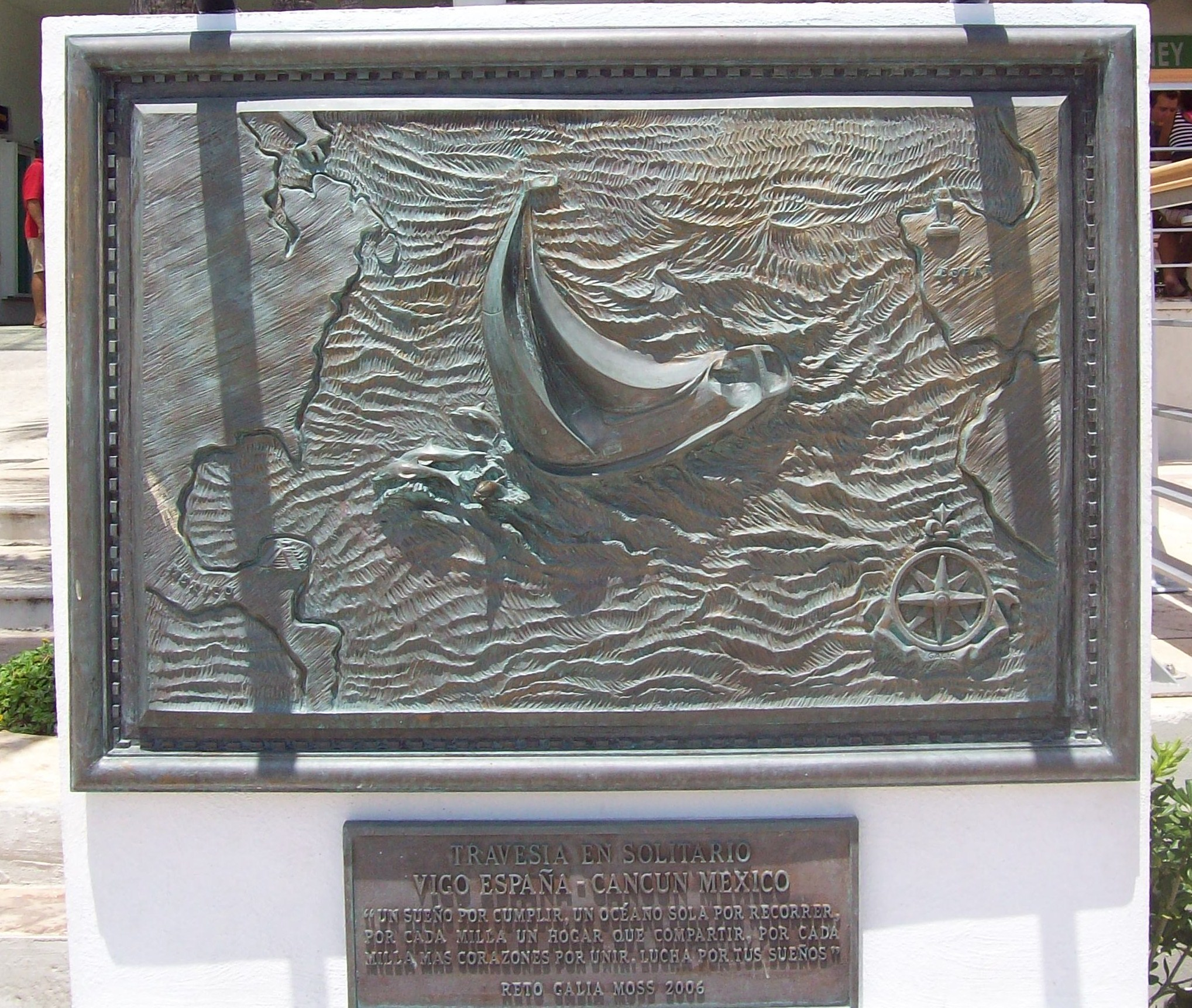
Placa conmemorativa de la travesía realizada en 2006 por Galia Moss colocada en Puerto Juárez.

Galia Moss, (11 de octubre de 1974) es una velerista que en junio de 2006 se convirtió en la primera mexicana y latinoamericana en cruzar el océano Atlántico en solitario. Realizó el trayecto entre Vigo (España), y Quintana Roo (México) en 41 días.

## Inicios
Estudió composición musical durante 5 años y tomó los cursos requeridos para convertirse en un piloto comercial de aviones monomotores.
Cuando tenía 24 años de edad, Galia encontró el mundo de la vela. Desde entonces, su sueño fue atravesar a vela el océano Atlántico en solitario. Después de 7 años de aprendizaje teórico, cursos prácticos, competiciones, pruebas de barcos, entrenamiento con los mejores regatistas españoles, y 2 años en busca de patrocinadores, su sueño se hizo realidad. Se convirtió en la primera mexicana y latinoamericana en navegar en solitario a través del océano Atlántico. Su travesía duró 41 días, partiendo de Vigo (España) y llegar al parque nacional de Xcaret (en México).
La travesía se acompañó con una finalidad social, para tres organizaciones sin fines de lucro. Por cada 8 millas náuticas de navegación, se recibía una donación que permitió levantar 644 casas para familias mexicanas.
Es autora del libro Navegando un sueño, en el que narra su experiencia durante la travesía en solitario. 
"Aumentan los retos, pero se van resolviendo. Crecen los nervios y también las expectativas. Estoy a unos cuantos días de partir, ya ha pasado mucho tiempo y no hubo un solo día en el que hubiera dejado de soñar. Siempre segura de poder lograrlo".
En 2010-2011 realizó otra travesía en solitario, esta vez desde Veracruz hasta las Islas Azores. El recorrido original era hasta Israel, pero por problemas técnicos de su velero tuvo que parar en la Isla Faial (Azores). Cruzó por segunda vez el océano Atlántico, navegando 4.250 millas náuticas. Esta vez, por cada 6 millas, la Fundación Televisa y 1 Kilo de Ayuda dan a 708 niños un paquete nutricional cada 14 días, durante 2 años y medio.
En 2012 y 2013 dio la vuelta a América Latina representando a México en siete países y logrando apadrinar a 1.800 niños mexicanos en becas educativas y apoyando en infraestructura a cinco escuelas de México.